# Crăcăoani (gmina)
Crăcăoani – gmina w Rumunii, w okręgu Neamț. Obejmuje miejscowości Cracăul Negru, Crăcăoani, Magazia, Mitocu Bălan i Poiana Crăcăoani. W 2011 roku liczyła 3944 mieszkańców.